# Кастель-Нуово
Кастель-Нуово (Castel Nuovo, «новый замок», иначе Maschio Angioino, «анжуйская замковая башня») — замок, возведённый королём Карлом Анжуйским на взморье в Неаполе в связи с переносом столицы его владений из Палермо. Строительство началось под присмотром французских военных инженеров в 1279 году и продолжалось три года.
Сицилийская вечерня так и не позволила основателю вселиться в замок. Первым монархом, который разместился в Кастель-Нуово со всем своим двором, был его сын Карл II. При нём и его преемниках Кастель-Нуово оставался средоточием политической жизни Южной Италии. Здесь отрёкся от тиары Целестин V и был избран его преемник Бонифаций VIII.

Триумфальная арка Альфонса V

После различных улучшений, произведённых при короле Роберте, замок был разорён войсками Людовика Венгерского. Королева Джованна отстроила укрепления и выдержала в замке осаду венгерской армии. После ещё нескольких осад король Альфонс V велел укрепить замок на случай пушечного обстрела. При нём же над воротами появилась триумфальная арка с изображением его вступления в город — первое произведение ренессансной архитектуры в Южной Италии.
В 1494 году Кастель-Нуово вновь осаждали неприятельские армии (на этот раз французские). После перехода неаполитанской короны к испанским Габсбургам те бывали в Неаполе только наездами и, как правило, останавливались в этом замке. Городской совет Неаполя продолжал заседать в средневековом Зале баронов (где был изобличён заговор баронов) до 2006 года.